# Rhaphidophora formosana
Rhaphidophora formosana — вид квіткових рослин із родини Araceae, роду Rhaphidophora. Це ліана, рідним ареалом якої Тайвань.